# 奇异凤仙花
奇异凤仙花（学名：Impatiens paradoxa）为凤仙花科凤仙花属的植物，为中国的特有植物。分布在中国大陆的河南等地，生长于海拔1,450米至1,800米的地区，一般生于山谷、林缘以及溪边阴湿处，目前尚未由人工引种栽培。